# 国防担当閣外大臣
国防担当閣外大臣 (Ministers of Defence) は、英国の国防と安全保障の調整を担った職である。1940年設置、1964年廃止。同職は閣僚級の職であり、一般に3軍各省の大臣の上級職とされたが、一部の3軍大臣は閣内にあり続けた。

## 歴史
第二次世界大戦勃発に先立ち、英国軍の兵力不足が懸念された。この結果、1936年にスタンリー・ボールドウィン首相によって国防調整担当大臣 (Minister for Coordination of Defence) の職が設置された。同職は、ボールドウィンの後任のネヴィル・チェンバレンによって1940年4月に廃止された。
1940年5月に首相に任命されたウィンストン・チャーチルは、国防担当閣外大臣職を新設して自ら大臣に就任した。同職は、第二次世界大戦の遂行を担当する大臣が1人もいないとの批判に対応するために設置された。1946年、同職は軍を代表する唯一の閣僚級の役職となり、3軍の大臣（戦争大臣、海軍大臣及び空軍大臣）は正式に国防担当閣外大臣に従属することになった。
1964年、統合された国防省が創設され、3軍の各省は廃止された。これに伴い、国防大臣（Secretary of State for Defence、通俗的には国防相Defence Secretary）が新設された。

## 歴代大臣（1940年 - 1964年）
| 氏名 | 氏名                       | 肖像                         | 就任           | 退任           | 政党              | 首相                     |
| ---- | -------------------------- | ---------------------------- | -------------- | -------------- | ----------------- | ------------------------ |
|      | ウィンストン・チャーチル   |                              | 1940年5月10日  | 1945年7月27日  | 保守党 (連立政権) | ウィンストン・チャーチル |
|      | クレメント・アトリー       |                              | 1945年7月27日  | 1946年12月20日 | 労働党            | クレメント・アトリー     |
|      | A・V・アレグザンダー       |                              | 1946年12月20日 | 1950年2月28日  | Labour Co-op      | クレメント・アトリー     |
|      | エマニュエル・シンウェル   |                              | 1950年2月28日  | 1951年10月26日 | 労働党            | クレメント・アトリー     |
|      | ウィンストン・チャーチル   |                              | 1951年10月28日 | 1952年3月1日   | 保守党            | ウィンストン・チャーチル |
|      | ハロルド・アレグザンダー   |                              | 1952年3月1日   | 1954年10月18日 | 無所属            | ウィンストン・チャーチル |
|      | ハロルド・マクミラン       |                              | 1954年10月18日 | 1955年4月7日   | 保守党            | ウィンストン・チャーチル |
|      | セルウィン・ロイド         |                              | 1955年4月7日   | 1955年12月20日 | 保守党            | アンソニー・イーデン     |
|      | ウォルター・モンクトン     |                              | 1955年12月20日 | 1956年10月18日 | 保守党            | アンソニー・イーデン     |
|      | アントニー・ヘッド         |                              | 1956年10月18日 | 1957年1月9日   | 保守党            | アンソニー・イーデン     |
|      | ダンカン・サンズ           |                              | 1957年1月13日  | 1959年10月14日 | 保守党            | ハロルド・マクミラン     |
|      | ハロルド・ワトキンソン     |                              | 1959年10月14日 | 1962年7月13日  | 保守党            | ハロルド・マクミラン     |
|      | ピーター・ソーニークロフト |                              | 1962年7月13日  | 1964年4月1日   | 保守党            | ハロルド・マクミラン     |
|      | ピーター・ソーニークロフト | アレック・ダグラス＝ヒューム | 1962年7月13日  | 1964年4月1日   | 保守党            |                          |

国防担当閣外大臣職は1964年に廃止され、替わって国防大臣 (Secretary of State for Defence) 職が新設された。